# LSD (nhóm nhạc)
LSD là một dự án hợp tác âm nhạc (nhóm nhạc) bao gồm nhạc sĩ người Anh Labrinth, ca sĩ người Úc Sia và DJ/nhà sản xuất thu âm Diplo. Siêu ban nhạc đã phát hành một bài hát có tên "Genius" vào ngày 3 tháng 5 năm 2018 cùng với một video âm nhạc hoạt hình của bài hát. Bộ ba đã phát hành một đĩa đơn nữa, "Audio", vào ngày 10 tháng 5 năm 2018, cùng với một video âm nhạc cho bài hát.

## Danh sách đĩa nhạc

### Đĩa đơn
| Tiêu đề                                                                             | Năm  | Vị trí xếp hạng cao nhất | Vị trí xếp hạng cao nhất | Vị trí xếp hạng cao nhất | Vị trí xếp hạng cao nhất | Vị trí xếp hạng cao nhất | Vị trí xếp hạng cao nhất | Vị trí xếp hạng cao nhất | Vị trí xếp hạng cao nhất | Vị trí xếp hạng cao nhất |
| Tiêu đề                                                                             | Năm  | Úc                       | Áo                       | Canada                   | Pháp                     | Đức                      | New Zealand              | Thụy Điển                | Thụy Sĩ                  | L. H. Anh                |
| ----------------------------------------------------------------------------------- | ---- | ------------------------ | ------------------------ | ------------------------ | ------------------------ | ------------------------ | ------------------------ | ------------------------ | ------------------------ | ------------------------ |
| "Genius"                                                                            | 2018 | —                        | 66                       | 75                       | 178                      | 79                       | 3                        | 81                       | 84                       | 72                       |
| "Audio"                                                                             | 2018 | 91                       | —                        | —                        | 144                      | —                        | 4                        | 69                       | 75                       | —                        |
| "Thunderclouds"                                                                     | 2018 | 69                       | 62                       | 62                       |                          |                          | 38                       |                          |                          | 17                       |
| "—" biểu thị đĩa đơn không được xếp hạng hoặc không được phát hành tại quốc gia đó. |      |                          |                          |                          |                          |                          |                          |                          |                          |                          |

### Video âm nhạc
| Năm  | Tiêu đề         | Nghệ sĩ                | Lượt xem                                         | Đạo diễn         | Tk.    |
| ---- | --------------- | ---------------------- | ------------------------------------------------ | ---------------- | ------ |
| 2018 | "Genius"        | Labrinth, Sia và Diplo | 227.381.764 lượt xem (tính đến tháng 1 năm 2021) | Ben Jones        | [ 15 ] |
| 2018 | "Audio"         | Labrinth, Sia và Diplo | 119.140.604 lượt xem (tính đến tháng 1 năm 2021) | Ernest Desumbila | [ 16 ] |
| 2018 | "Thunderclouds" | Labrinth, Sia và Diplo | 443.580.644 lượt xem (tính đến tháng 1 năm 2021) |                  |        |